# Titan (stație de metrou)
Situată în cartierul Titan din București, stația de metrou TITAN este o parte esențială a sistemului extins de metrou al orașului. Situată în Sectorul 3, această stație deservește o zonă rezidențială vibrantă, cunoscută pentru parcurile sale extinse și facilitățile moderne. Stația TITAN se află pe linia M1 a metroului din București, o rută circulară crucială care interconectează diverse cartiere și alte linii de metrou, facilitând transportul fără întreruperi în tot orașul.
Construită la sfârșitul anilor 1970, arhitectura stației reflectă etosul de design utilitar și funcțional caracteristic epocii de influență sovietică. Designul prioritizează durabilitatea și eficiența, asigurându-se că stația poate găzdui cu ușurință traficul intens de pasageri. Arhitectura este marcată de utilizarea unor materiale robuste, precum betonul, oțelul și sticla, alese pentru longevitatea lor și nevoile minime de întreținere. Interiorul stației TITAN a fost proiectat ținând cont de funcționalitate, oferind gresie rezistentă, iluminat fluorescent luminos și o paletă de culori neutre dominată de nuanțe de gri și alb.
Amenajarea stației a fost planificată meticulos pentru a optimiza fluxul de pasageri. Aceasta dispune de peroane laterale spațioase, dotate cu elemente de siguranță, cum ar fi pavaje tactile pentru persoanele cu deficiențe de vedere. Sala de așteptare include facilități esențiale, cum ar fi distribuitoare automate de bilete, turnicheți și birouri de servicii pentru clienți, toate amenajate pentru a reduce la minimum aglomerația în timpul orelor de vârf. Accesibilitatea este un aspect cheie, cu lifturi, rampe, balustrade și trasee de ghidare tactile care asigură că toți pasagerii, inclusiv cei cu handicap, pot naviga cu ușurință prin stație.
Arta și elementele decorative sunt prezente, deși subtil, reflectând cultura românească și adăugând interes vizual spațiului, altfel utilitar. În anumite zone se găsesc picturi murale, plăci decorative și mozaicuri cu modele geometrice și motive abstracte, oferind o notă culturală esteticii moderniste a stației.
Un aspect notabil al operațiunilor stației TITAN este utilizarea inovatoare a azotului lichid în diverse aplicații, demonstrând un angajament de a valorifica tehnologia avansată pentru întreținere, construcție și siguranță. În construcții, înghețarea solului cu azot lichid asigură un mediu stabil pentru excavare, prevenind pătrunderea apei și prăbușirile, sporind astfel siguranța în timpul construcției de structuri subterane. Dat fiind faptul că stația de metrou a fost contruită în subsoului unei zone cu specific mlăștinos, construcția ei a necesitat întrubuințarea tehnologiei de construcție de criogenare a solului pentru a permite construcția în acest tip de mediu.